# Medición de la radiación atmosférica

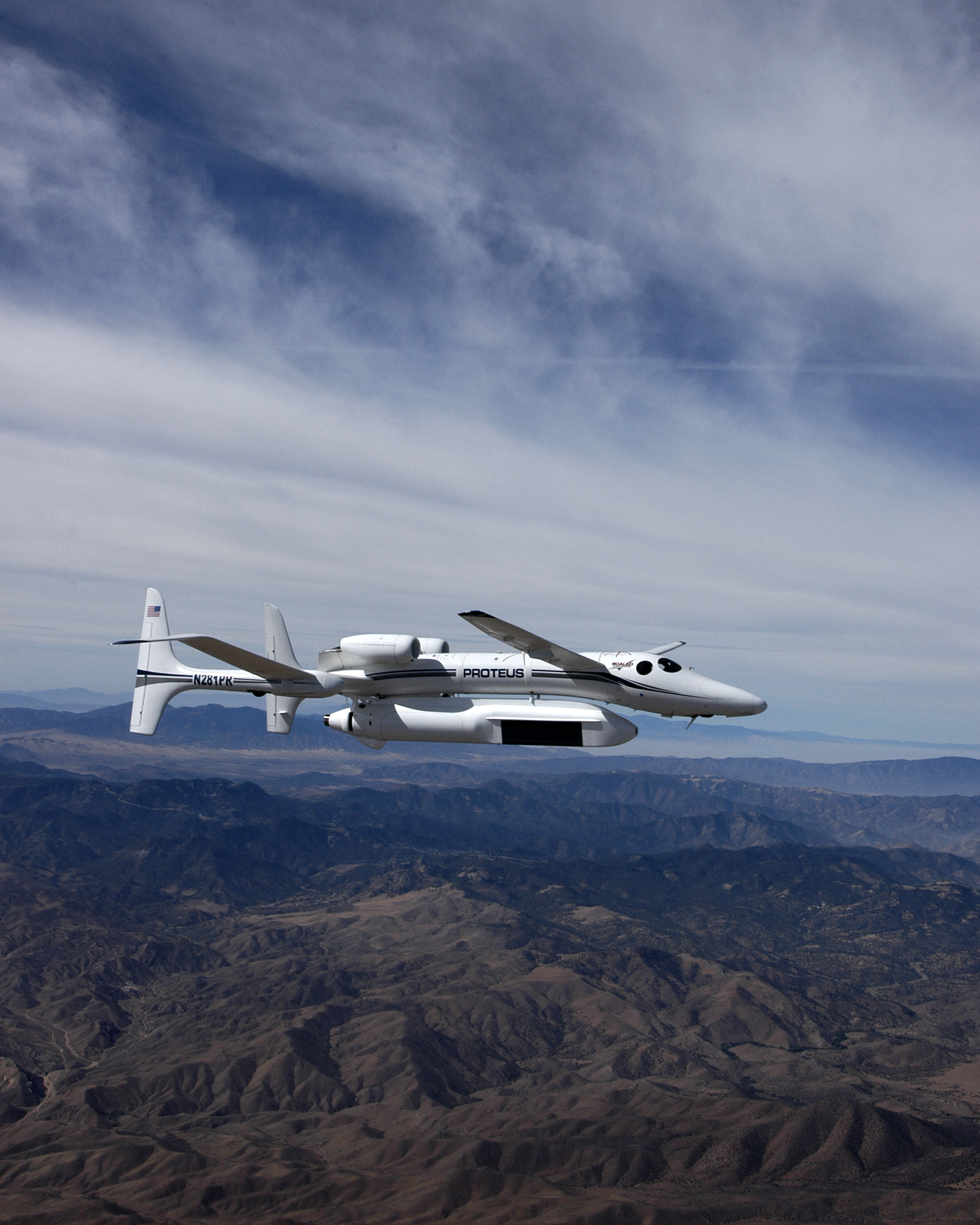
Aeronave Proteus en vuelo en 2002, del Departamento de Energía "Programa medición de radiación atmosférica - comandado automáticamente (ARM-UAV).

El Programa de medición de radiación atmosférica del Departamento de Energía de EE. UU. (ARM) usa instrumentación remota activa y pasiva, para estudiar la física fundamental relacionada con las interacciones entre nubes y procesos radiativos de feedback en la atmósfera. 
Con instrumentación localizada en tres diferentes regiones climáticas alrededor del mundo, más facilidades móviles para acceder a otros diferentes climas, los datasets provistos por el Programa ARM se usan para mejorar el tratamiento de los procesos de nubes y de radiación en modelos climáticos. 